# Kofax
Kofax (произносится «Кофакс») — компания, производящая программное обеспечение для оптического распознавания символов (OCR), поточного ввода данных и управления бизнес-процессами.
Наиболее известные продукты — система по распознаванию текстов и вводу данных Kofax Capture, решение для построения и управления бизнес-процессами Kofax TotalAgility.
Головной офис находится в Ирвайне, штате Калифорния (США), другие компании группы — в Швейцарии, Германии, Франции, Австрии, Ирландии, ОАЭ, ЮАР, России. На 2012 год решениями Kofax пользуются более 20000 клиентов более чем в 75 странах Мира. Ежегодно 13 % прибыли от продаж программного обеспечения идет на развитие и инновации. Решения Kofax доступны пользователям по всему миру за счет развитой сети партнеров (более 850 сертифицированных партнеров).

## История
Компания Коfax была основана в 1985 году. В 1999 компания Dicom Group купила компанию Kofax. В силу того, что год от года доходы от продаж программного обеспечения росли, Dicom принимает решение сменить название на Kofax. По той же причине впоследствии компания отказывается от продаж аппаратного обеспечения. В мае 2011 года Kofax приобрел Atalasoft Inc, небольшую компанию по разработке программного обеспечения, прежде всего известную своими инструментами для распознавания и извлечения информации. Также в декабре 2011 года Kofax приобрел компанию Singularity Limited, которая специализировалась на разработке BPM – платформ и программного обеспечения по управлению задачами. В начале 2013 года была приобретена компания Altosoft, производитель программного обеспечения для бизнес-аналитики. Летом 2013 года состоялась покупка компании Kapow, лидера рынка по решениям для интеграции приложений в режиме реального времени.

### Название компании
Название компании было дано в честь великого бейсболиста Сэнфорда Коуфакса (Sanford Koufax), игравшего за команду LA Dodgers и одним из игроков, введённых в Зал славы бейсбола. Он выделялся тем, что бросал мяч левой рукой, а отбивал правой.

## Основные продукты
- Кofax Сapture Архивная копия от 19 апреля 2013 на Wayback Machine

Предназначен для сканирования пакетов документов в объеме от 100 тыс. страниц в год.
Программа сканирует документы, распознает тексты, QR-коды и др. и при необходимости переводит их в редактируемый формат, классифицирует документы по типу. Также Кofax Сapture извлекает из обработанных документов необходимые данные и направляет их менеджеру, в 1C, в папку на сервере, CRM, ECM и т.д.) Система является обучаемой и гибко настраиваемой. Кofax Capture поддерживается большинством мировых известных производителей сканеров и МФУ.
Доступен и на мобильных устройствах под Apple iOS и Google Android - Коfax Mobile Capture Архивная копия от 11 апреля 2013 на Wayback Machine
- Kofax Front Office Server

Предназначен для обработки документов в компаниях с территориально распределённой структурой. Поддерживает весь функционал Кofax Capture, но встраивается в МФУ, и сканирование и распознавание происходит непосредственно на центральном сервере в головном офисе без использования компьютера или другой техники.
- Коfax Virtual Rescan

Предназначен для улучшения качества сканирования документов - редактирует недостатки, возникающие при переводе документа в черно-белый вид (с помощью гибких настроек изменяет контрастность, яркость, сглаживает цвета), уменьшает объем отсканированных документов. Может использоваться в организациях различных размеров, где качество скан-образов является критичным (банки, страховые компании, медучреждения и др.)
- Коfax Express

Коробочное решение, которое позволяет сканировать и распознавать документы. Разделяет документы, экспортирует их в существующую инфраструктуру. Встроенная технология улучшения качества сканирования. Оптимальное решение для небольших компаний.
- Коfax TotalAgility

Предназначен для управления и построения бизнес-процессов компании, полноценная BPM платформа. Гибкое и легко настраиваемое решение для выстраивания процессов продаж, взаимодействия с клиентами и внутри компании, логистики, клиентской поддержки, маркетинга, бухгалтерии и др.
- Kofax FraudOne

Разработанный в сотрудничестве с шестью ведущими банками США, представляет собой комплексную платформу с изображениями чеков, которая позволяет обнаруживать мошенничество в режиме реального времени и в транзакциях первого и второго дня.